# Wino i śpiew
Wino i śpiew – czwarty, ostatni singel zespołu PIN z albumu Muzykoplastyka, wydany na początku 2009 roku.
Przebój był promowany w wybranych rozgłośniach radiowych, zajął m.in. 1. miejsce na POPLiście radia RMF FM w notowaniu 1874, 7. pozycję na Liście Przebojów Radia WAWA czy też 4. miejsce na Liście Przebojów Radia dla Ciebie.